# BR-Klasse 507
Die Klasse 507 der British Rail ist eine Baureihe elektrischer Triebzüge, die von 1978 bis 1980 bei den Holgate Road Works der British Rail gebaut wurde. Die Züge bestehen aus drei Wagen und wurden für das Gleichstromnetz von Liverpool beschafft. 32 Triebzüge wurden von 2002 bis 2005 bei Alstom in Eastleigh modernisiert, wobei sie eine neue Innenausstattung erhielten. Die von Merseyrail betriebenen Fahrzeuge der sehr ähnlichen Klassen 507 und 508 wurden ab 2023 ausgemustert und durch die Züge der Klasse 777 ersetzt.

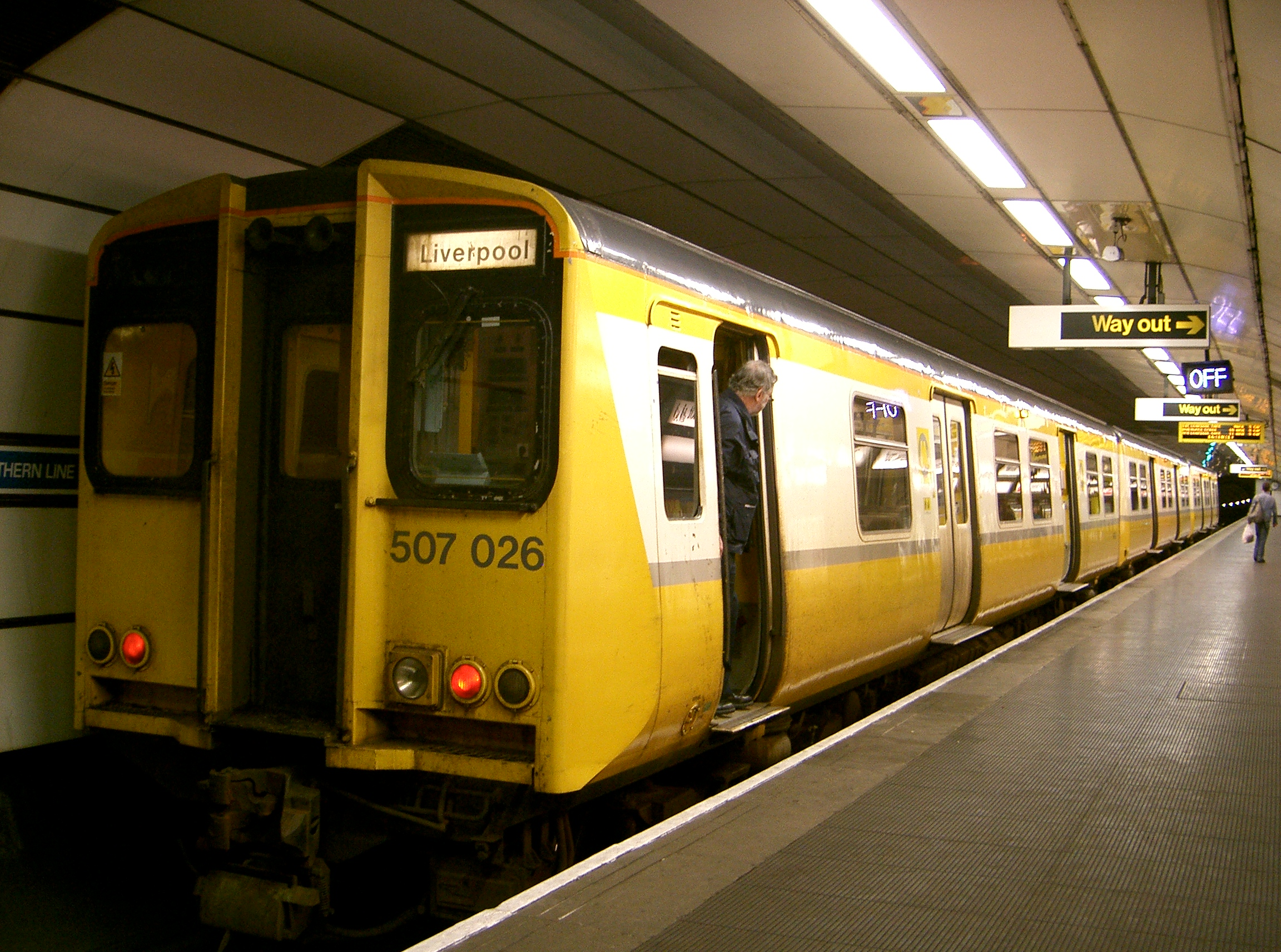
Einsatz in Liverpool (2005)
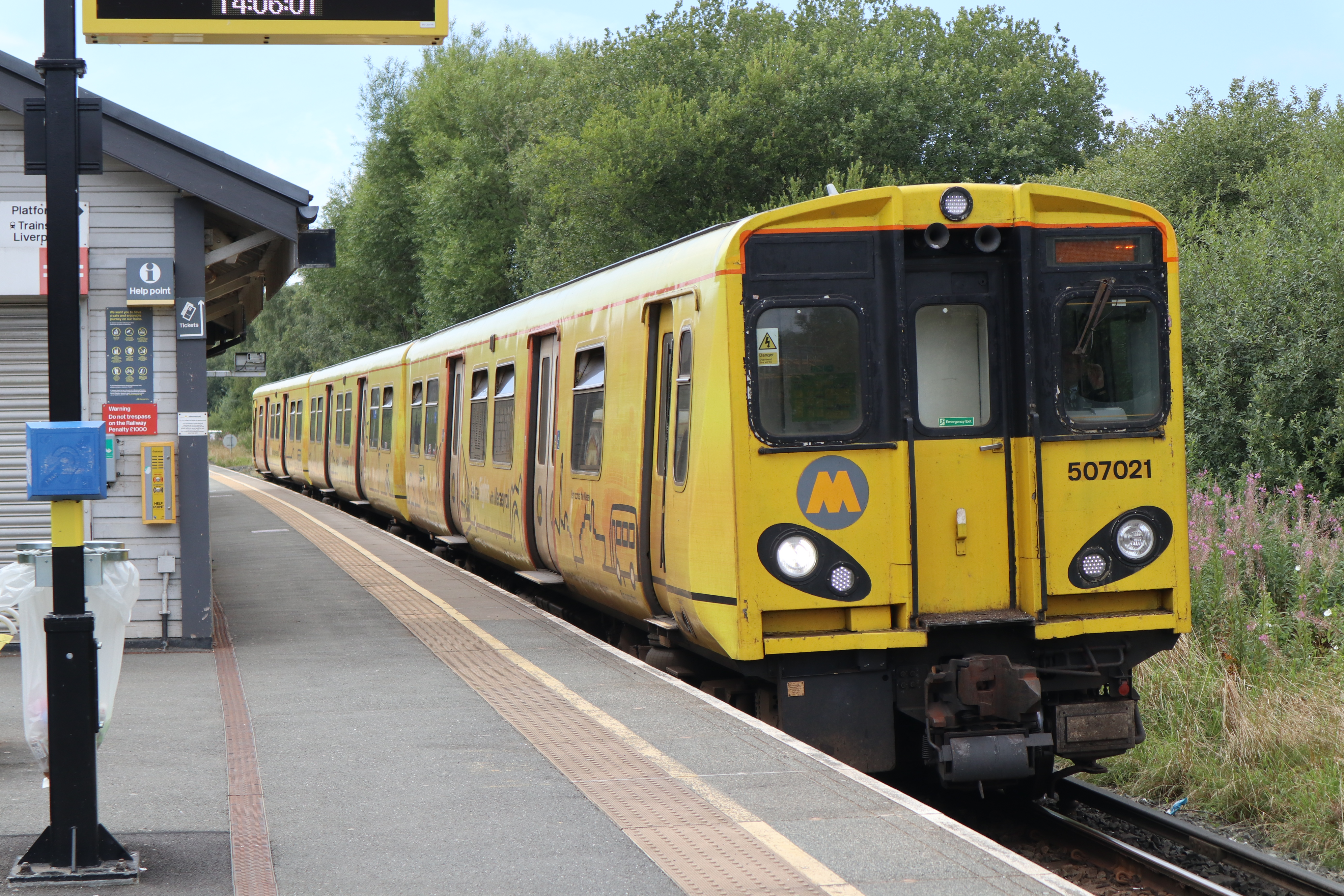
Modernisierter Zug
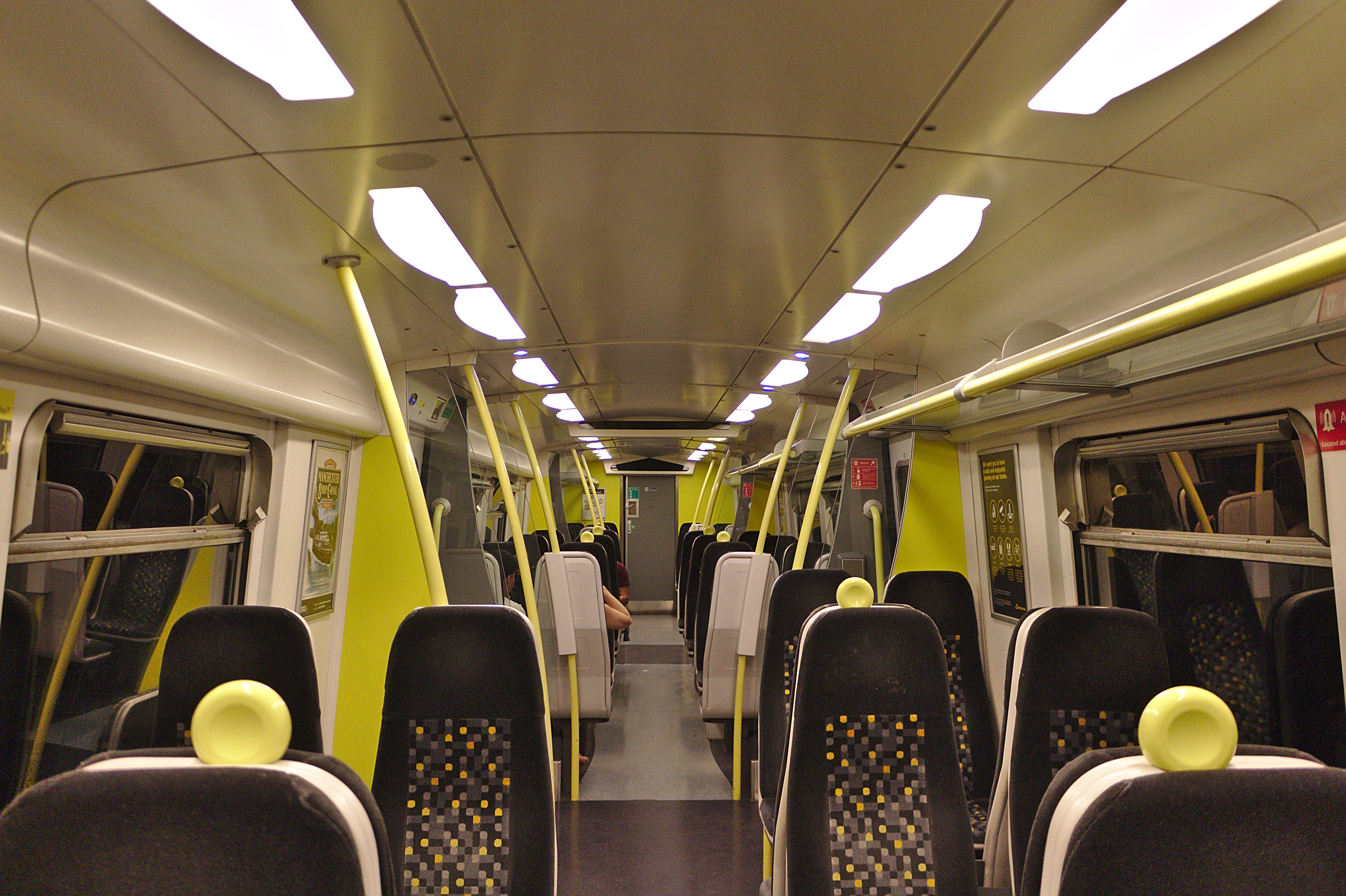
Innenraum eines modernisierten Zuges